# Estadio Tinsulanon
El Estadio Tinsulanon es un estadio multiusos ubicado en la ciudad de Songkhla en Tailandia. El estadio fue inaugurado en 1995 y lleva el nombre del ex primer ministro de Tailandia el general Prem Tinsulanonda (1920-2019), nacido en esta ciudad. El recinto es propiedad de la Sports Authority of Thailand y es utilizado por el club Songkhla United FC que participa en la Liga Premier de Tailandia, el recinto posee una capacidad para 30 100 espectadores.
El estadio a celebrado variados torneos deportivos, destacan la Copa Tigre 2000 (Campeonato de Fútbol de la ASEAN) y el Campeonato Sub-23 de la AFC 2020.